# El ritmo del garage (canción)
«El ritmo del garage»  es una canción del grupo de rock español Loquillo y Trogloditas, compuesta por Sabino Méndez y contenida en el álbum homónimo.

## Descripción
Tema con toque de rockabilly, la letra alude a las dificultades de aceptación de un joven por parte de sus padres políticos por considerarlo raro y tocar en un grupo de rock.
La canción original se grabó a dúo con la cantante Alaska.
Volvió a editarse como sencillo en 1989, esta vez la versión en directo extraída del álbum recopilatorio ¡A por ellos...! que son pocos y cobardes.
Esta canción estuvo envuelta de polémica muchos años después de su publicación, ya que fue cedido por el propio Sabino Méndez a la formación política Ciudadanos de Cataluña para que fuera la base del himno electoral en las campañas autonómicas y municipales de Cataluña en 2006 (la música era igual, la letra totalmente distinta). Loquillo, sin embargo, se sintió molesto por ello, pues no quería verse vinculado a ningún partido político.
La canción fue interpretada por Álex Casademunt y María Castro en el episodio número 5 de la serie de televisión de Antena 3 Vive cantando (2013).